# Asomama Corona
Asomama Corona est une corona, formation géologique en forme de couronne, située sur la planète Vénus par 23,3° N et 21,6° E. Elle est localisée dans le quadrangle de Sappho Patera. Elle a été nommée en référence à Asomama, déesse Quechua de la pomme de terre. 

## Géographie et géologie
Asomama Corona couvre une surface circulaire d'environ 180 km de diamètre. 